# Отряды дальней разведки Финляндии
Отряды дальней разведки Финляндии- подразделения (роты) в составе Финских вооружённых сил действовавшие с 17 июня 1941 года , за отсчет времени взята реорганизация органов финской военной разведки, по 1 июля 1943 года , когда отряды были реорганизованы в 4-й отдельный батальон .

## История
Вступая в войну против Советского Союза на стороне Третьего Рейха , Финляндия провела реорганизацию органов военной разведки , в результате чего было создано отделение разведки Главного штаба ВС Финляндии.
Комплектовались отряды из солдат финской армии и бывших советских военнослужащих , изъявивших сражаться на стороне Финляндии
За две недели до вступления в войну , летом 1941 года всем отрядам дальней разведки была поставлена задача провести разведку местности(получить информацию о состоянии железных дорог и мостов) по направлениях будущего наступления войск. С начала войны отряды дальней финской разведки устраивали диверсии (подрывали железнодорожные мосты, обрывали связь) в тылу советской армии, дабы замедлить её отступление. Снабжались отряды ближайшими войсковыми частями финской армии. Обычно группа несла с собой недельный запас продуктов , но после основания 4-го отдельного батальона, поставки стали более централизованными.
Отряды разведки доставлялись в советский тыл  различными способами: на парашютах , на гидросамолётах, на катерах , лодках и пешим переходом линии фронта.
Наступление финских войск на Карельском фронтом было остановлено в декабре 1941 года , и война приняла позиционный характер, продолжавшийся до июня 1944 года. Отрядам финской дальней разведки , а потом и 4-му отдельному батальону ставились задачи по сбору информации путём наблюдения за шоссейными и железными дорогами , особенно за Кировской железной дорогой, получения сведений о фортификациях , фотосъёмке военных объектов , фиксация передвижений войск НКВД и Советской армии , проведение диверсий , захват пленных и важных документов.
В связи со созданием Управления войск НКВД по охране тыла Карельского фронта 30 ноября 1941 года , финским диверсионным группам , численностью от 8 до 30 человек , стало намного сложнее пресекать линию фронта пешим порядком , поэтому финское руководство военной разведки с 1942 года сделало упор на заброску отрядов в советский тыл на самолётах и гидросамолётах. Этим решением руководство добилось ускорения доставки отрядов в тыл , и сокращения потерь финских разведчиков.

## Боевые действия
Одной из главных задач отрядов дальней разведки , а позже и 4-го отдельного батальона в период с декабря 1941 года по июнь 1944 года стало выведение из строя Кировской железной дороги. Так , 6 декабря 1943 года , разведотряд Илмари Хонканенна проводил минирование Кировской железной дороги в районе нижней части станции Майгуба , однако оно было прервано появлением охраны дороги. Разведчикам удалось остановить поезд на заминированном участке , который шёл с Медвежьегорска с помощью красного фонаря. В составе поезда было 42 вагона. Диверсанты обстреливали поезд всеми имеющимися видами вооружений , пока Суло Уйтто заложил 20 - килограммовый тротиловый заряд и взорвал его. Когда подрыв произошёл , отряд покинул место в западном направлении на лыжах , в следствии чего финнов догнать не удалось.
В декабре 1941 года группа в составе 17 человек под командованием лейтенанта Кархонена совершила выход в тыл советской армии на Ругозерском направлении с целью пустить под откос железнодорожный эшелон и подорвать полотно Кировской железной дороги севернее станции Кочкома , не доходя 8 км до железной дороги , группа попала на заминированную лыжню , двое бойцов погибло. Группа вернулась обратно , не выполнив задания.
В феврале 1942 года группе в составе 15 человек под командованием лейтенанта Корхонена поставили задачу разведать наличие частей Советской армии в районе Кочкома . Передвигаясь на лыжах , группа встретилась с другой возвращающейся финской разведывательной группой из 1-го батальона 10-го пехотного полка под командованием майора Маевского с аналогичным заданием. Группа Корхонена возвратилась обратно , так как задание было выполнено группой Маевского.
В марте 1942 года разведгруппа лейтенанта Корхонена в количестве 15 человек получила задание разведать обстановку в районе дороги Лехта-Тунгуда , установить интенсивность движения , состояние дорожного полотна , наличие фортификаций и захватить пленного. Передвигаясь на лыжах , группа встретила советское подразделение и вернулась обратно , не выполнив задания.

### Атака тылового гарнизона Медвежьегорской оперативной группы
В январе 1942 года в район , тогда ещё села Пудож, была направлена  ДРГ лейтенанта Илмари Хонканена из подразделения Марттина (Каянское отделение финской военной разведки) с целью провести разведку в тылу Медвежьегорской оперативной группы войск и доставить пленного красноармейца. Недалеко от Пудожа группа устроила засаду на машину , убив трёх красноармейцев и захватив в плен одного. Пленного доставили в Петрозаводск , где он был допрошен. На основе показаний пленного , а также данных воздушной разведки , в разведотделе финской Ставки решили , что в посёлке Петровский Ям находиться крупная база снабжения Карельского фронта.
Для проведения операции по разгрому базы был сформирован сводный диверсионный отряд из 100 человек под командованием лейтенанта Илмари Хонканена , в него входили: 17 человек из 3-го отряда майора Марттина , 35 человек из 2-го отряда майора Куйсманена и 48 человек из 1-й егерской бригады. Отряд разделили на 6 групп по количеству объектов нападения , для уничтожения госпитального городка выделялась самая сильная группа.
9 февраля 1942 года отряд скрытно перешёл линию фронта на Ругозерском направлении и вышел к Петровскому Яму. Разделившись на шесть групп , отряды скрытно окружили советский гарнизон и стали дожидаться наступления ночи.
В ночь с 11 на 12 февраля 1942 года , сняв бесшумно часовых , диверсионные группы приблизились к объектам нападения , и ожидали сигнал к атаке , но именно в это время на северной части была обнаружена одна из групп и завязалась перестрелка. Хонканену не оставалось ничего другого , кроме как выстрелить из ракетницы , дав сигнал о начале атаки. Диверсанты стали поджигать здания на пути к следованию от места начала операции к двум отделения госпиталя , были атакованы общежития красноармейцев , где находился личный состав подразделения обеспечения и санитары. Далее финские группы вышли к зданиям отделений госпиталя. Здания поджигались коктейлями Молотова , зажигательными шашками , забрасывались гранатами.
У двух входов в первое отделение были выставлены автоматчики , которые расстреливали всех кто пытался выходить , затем входы были сожжены и финский отряд отошёл.
Всего потери в гарнизоне , по донесению начальника гарнизона , составили: 68 убитыми , 32 ранеными , 8 пропавшими без вести , в число убитых не вошли 9 человек из числа находившихся на лечении. Всего , с ними , безвозвратными потери гарнизона составили 85 человек.
В тоже время финская ставка высоки оценила действия сводного отряда. Одна из ведущих газет Финляндии «Хельсингин Саномат» 18 февраля 1942 года в своей статье сообщила о уинчтожении отрядом важного центра снабжения , далее указывались потери противника из доклада Хонканена: «уничтожено не менее 500 красноармейцев , 300 лошадей , 60 зданий и 90 автомашин».
В финляндской историографии до сих пор ставиться под сомнение сам факт уничтожения военного госпиталя в Петровском Яме. Некоторые финские историки утверждают , что террор , которые вели советские отряды , значительно превосходил действия финских отрядов.
Во время позиционной войны 1941-1944 годов финские отряды дальней разведки сотрудничали с немецкой разведкой, проводили операции в глубоком тылу на территории Архангельской и Вологодской областей. Их целью был срыв поставок грузов от союзников по ленд-лизу путём диверсий на Сорокско-Обозерской железнодорожной ветви.
С началом наступления советских войск на Карельском фронте в июне 1944 года задачи финских отрядов дальней разведки менялись: они выявляли пути подвоза вооружений и личного состава на основных направлениях наступления советских войск , минировали железные и шоссейные дороги , мосты , проводили засады.

## Итоги и Потери
По данным Э.Эльфенгрена , М.Косонена и Э.Лайдинена , которые они приводят в книге «В тылу противника. Финская разведка в восточной Карелии в 1939-1944 годах» отряды финской дальней разведки , позже были переформированы в 4-е роты 4-го отдельного батальона , совершили во время войны 1941-1944 г. почти 300 походов , которые составили в общей длине 13 200 км и по общему времени заняли 873 суток. В батальоне служило 622 разведчика. Потери отрядов  в период 1941-1944 годов составили 83-86 погибших.
```
Благодаря действиям советской контрразведки , большинство планов финских отрядов , несмотря на отдельные успехи , было сорвано: разведке финнов не удалось провести диверсии , которые бы повлияли на стратегическую ситуацию на 
Карельском
 и 
Ленинградском
 фронтах.
```